# Sibba
Sibba (auch Sybba;† zwischen 816 und 824) war Bischof von Elmham. Er wurde zwischen 805 und 814 zum Bischof geweiht und trat sein Amt im selben Zeitraum an. Er starb zwischen 816 und 824.